# Акі-Таката

34°39′59″ пн. ш. 132°42′14″ сх. д. / 34.66639° пн. ш. 132.70389° сх. д.
Акі-Таката (яп. 安芸高田市、あきたかたし, МФА: [akʲi̥ takata ɕi̥]) — місто в Японії, в префектурі Хіросіма.

## Короткі відомості

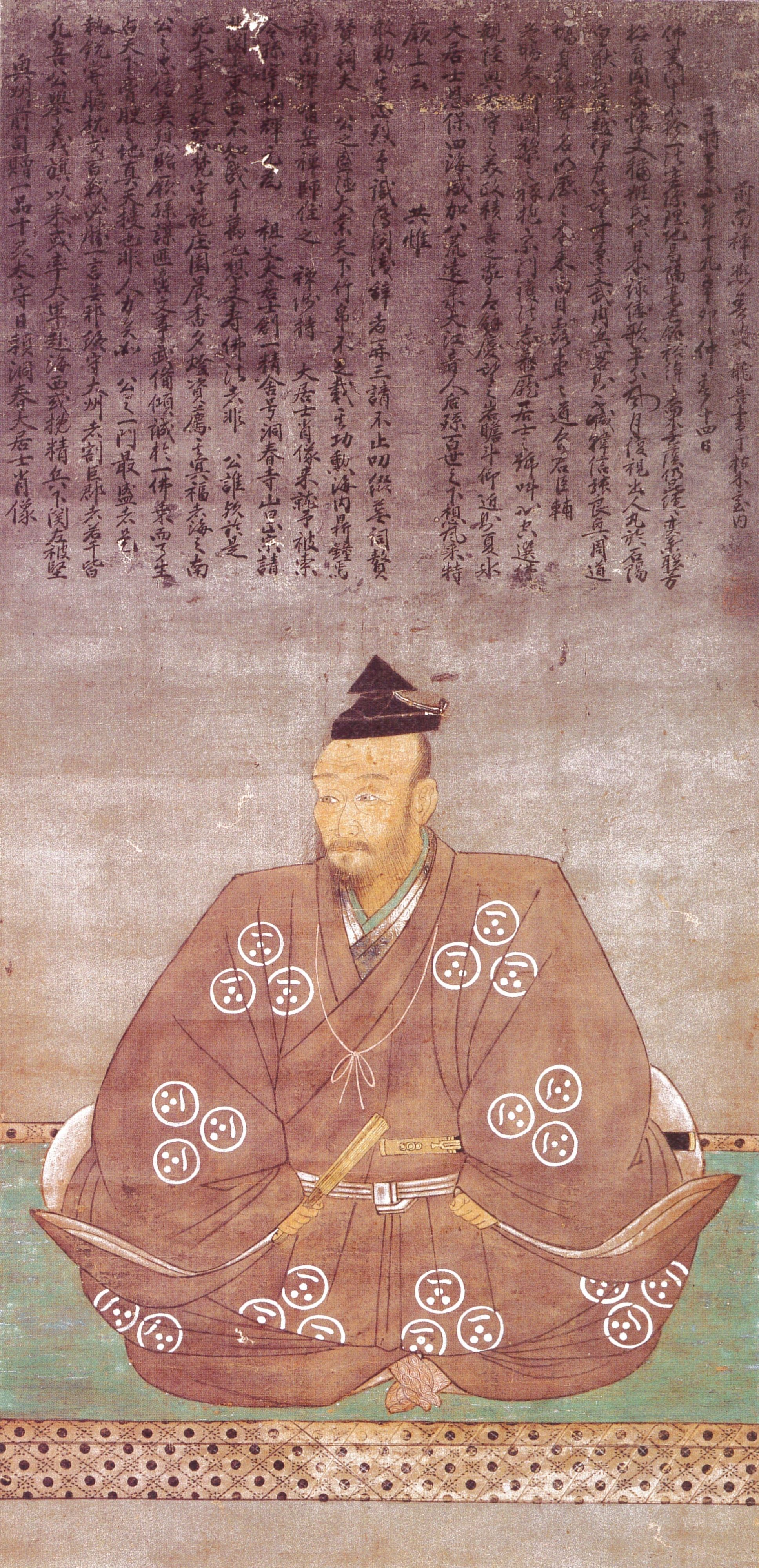
Морі Мотонарі

Акі-Таката розташована у північно-центральній частині префектури Хіросіма. Місто було утворене 1 березня 2004 року шляхом об'єднання 6 містечок: Йосіда, Ятійо, Мідорі, Такамія, Кода та Мукайхара. До об'єднання ці населені пункти складали повіт Таката. На згадку про нього нове місто назвали «Акі Таката» — «акійська Таката».
На півночі місто межує з префектурою Сімане(島根県、しまねけん), а на півдні — з Хіросімою. Рельєф Акі-Такати переважно гористий. Близько 80 % її території покриті лісами. Центральною частиною Акі-Такати протікає річка Ґо. Місто зв'язане з рештою населених пунктів префектури лініями Ґейбі та Санко залізничної компанії JR, державними автошляхами № 54 і № 433, а також регіональною автотрасою Тюґоку. В центрі Акі-Такати розташована транспортна розв'язка Таката.
Основою економіки Акі-Такати є лісництво та сільське господарство, зокрема, вирощування рису, овочів, квітів, а також молочна промисловість. В префектурі Хіросіма місто відоме як батьківщина такатських японських груш. Центрами туризму є тематичний парк «Новозеландське село», присвячений виготовленню молока та молочних продуктів, штучне озеро Ятійо, утворене в результаті будівництва дамби Хадзі, пам'ятка природи — гірський розлом Фунаса-Яманоуті тощо..
На території Акі-Такати знаходяться багато історичних пам'яток. Найстаріші з них датуються 7 століттям. У середньовіччі центральні землі міста були вотчиною самурайського роду Морі. В середині 16 століття околиці усього майбутнього міста об'єднав Морі Мотонарі, володар регіону Тюґоку та гегемон Західної Японії. Він мав резиденцію в замку Коріяма на території колишнього містечка Йосіда. Протягом 17 — 19 століття це містечко процвітало як постояла станція на шляху між Хіросімою та поселеннями узбережжя Японського моря.
В Акі-Такаті існує багато пам'яток, пов'язаних з родом Морі. Серед них могили Морі Мотонарі та його родичів, місця стародавніх битв, руїни замків Коріяма і Саруґаке, синтоїстське святилище Суґа, буддистські монастирі Корінбо та Рісоїн тощо. Місцеві синтоїстські ритуальні танці каґура, стародавні обряди, пов'язані з висаджуванням рису, а також середньовічна садиба купців роду Кодама належать до важливих культурних надбань Японії.
Станом на 1 жовтня 2007 площа міста становила 537,79 км². Станом на 1 червня 2011 населення міста становило 31 237 осіб.